# Rio Grande County
Rio Grande County is een county in de Amerikaanse staat Colorado.
De county heeft een landoppervlakte van 2.361 km² en telt 12.413 inwoners (volkstelling 2000). De hoofdplaats is Del Norte.